# Hubert Höhne
Hubert Höhne (Magdeburgo, 29 novembre 1938) è un ex pallanuotista tedesco orientale.
Ha fatto parte della Squadra Unificata Tedesca ai Giochi di Tokyo 1964.